# Série química

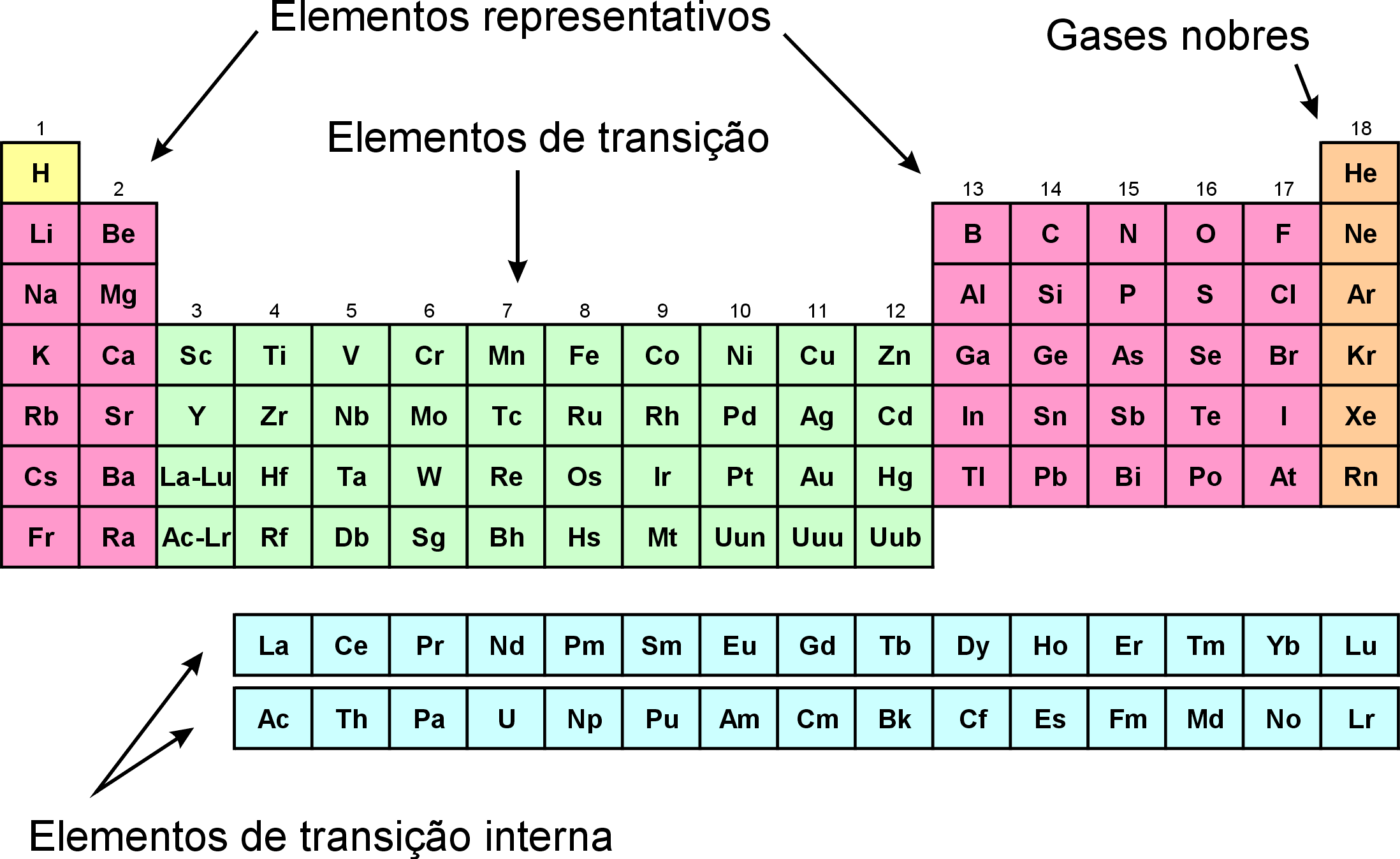
Séries químicas

Série química é um conjunto de elementos químicos cujas propriedades variam progressivamente do início ao fim da série. As séries foram descobertas antes da Tabela Periódica.
Inicialmente os elementos químicos foram classificados segundo suas propriedades físicas: metais, não metais e gases nobres.Porém, com o desenvolvimento do conhecimento da estrutura atômica criou-se uma classificação baseada na configuração eletrônica dos elementos. Esta nova organização distribuiu os elementos em quatro séries, denominadas séries químicas.
As séries químicas são: gases nobres, elementos representativos (típicos), metais (ou elementos) de transição e metais (ou elementos) de transição interna.

## Gases nobres
São os elementos localizados no grupo 18 ( 8A ou 0 ) da tabela periódica. Apresentam  todos os subníveis do último nível de energia preenchidos:
ns²  np6 , onde n é o número quântico principal do último nível de energia.
O hélio é um gás nobre cuja configuração ocupa um único nível de energia : 1s² .
Portanto, são  elementos do bloco p, exceto o hélio que pertence ao bloco s.

## Elementos representativos
São os elementos que apresentam apenas o último nível de energia incompleto.
A configuração eletrônica dos elementos representativos apresentam o último nível com a seguinte distribuição:
ns¹;
ns², ou
ns²  np1 a 5 , onde n é o número quântico principal do último nível de energia.
Pertencem a série dos elementos representativos:
- Metais alcalinos ( grupo 1 ): ns¹ ;
- Metais alcalinos-terrosos ( grupo 2 ):ns²
- Família do boro( grupo 13 ):ns²  np¹
- Família do carbono ( grupo 14 ): ns²  np²
- Família do nitrogênio ( grupo 15 ): ns²  np3
- Calcogênios ( grupo 16 ): ns²  np4
- Halogênios ( grupo 17 ): ns²  np5

Observação: Os elementos das famílias:
- Grupo 11 ( família do cobre  ):ns¹,
- Grupo 12 ( família do zinco  ):ns²,

apesar de apresentarem configurações eletrônicas características de elementos representativos  são considerados ,devido as suas propriedades químicas , como elementos de transição.

## Metais (ou elementos de transição)
Também conhecidos como elementos de transição externa, são os elementos químicos que apresentam o subnível d incompleto no penúltimo nível ( n - 1 )de energia e, geralmente, o último nível com subnível s completo com dois elétrons.
Apresentam a seguinte configuração eletrônica:
( n - 1 )d1 a 9 ns²
ou mais raramente:
( n - 1 )d1 a 9 ns¹
( n - 1 )d1 a 9
Dependendo do período onde estão localizados os elementos de transição, tem-se:
- Primeira série de transição: elementos que variam o número atômico 21 a 30
- Segunda série de transição: elementos que variam o número atômico 39 a 48
- Terceira série de transição: elementos que variam o número atômico 72 a 80
- Quarta série de transição: elementos que variam o número atômico 104 a 112

## Metais (ou elementos de transição interna)
São os elementos químicos que apresentam subnível f incompleto no antepenúltimo nível de energia ( n - 2 ), subnível d geralmente incompleto no penúltimo nível ( n - 1 ) e subnível s com dois elétrons no último nível.
Genericamente apresentam a configuração eletrônica:
( n - 2 )f1 a 13 ( n - 1 )d1 a 10 (n)s²  ou seja, o próximo número será sempre menor que o anterior

Dependendo do período onde estão localizados os elementos de transição interna, tem-se:
- Lantanóides: São os elementos de transição interna localizados no sexto período. O subnível f incompleto está localizado no 4º nível eletrônico:

4 f1 a 13 5 d1 a 10 6 s².
São os elementos com Z de 57 a 71.
- Actinóides: São os elementos de transição interna localizados no sétimo período. O subnível f incompleto está localizado no 5º nível eletrônico:

5 f1 a 13 6 d1 a 10 7 s².
São os elementos com Z de 89 a 103.